# Ouargla
Ouargla (Berber: Wargren of Wargla, (Arabisch: ورجلان،), oud-Berberse naam: Wareglan) is een stad in Algerije en is de hoofdplaats van de provincie Ouargla in de Sahara. De Berbernaam duidt op fortificaties, "de gebarricadeerde".
Er bevindt zich olie-industrie en een universiteit. Het aantal inwoners bedroeg in 1998 112.300 en in 2008 133.000. De jaarlijkse bevolkingsgroei is 1,7%. Als de Gemeente Rouissat in het stedelijk gebied van Ouargla wordt meegeteld bedraagt het inwonertal 191.000.
Nabij de stad ligt een basis van de Algerijnse luchtmacht waar MiG-29-gevechtsvliegtuigen gestationeerd zijn.

## Geschiedenis
Volgens Ibn Khaldun werd de stad gesticht door Banu Wargla die samen met groepen van de Maghrawaden en Banu Ifran, het gebied Tlemcen verliet. Deze Berbers namen vervolgens de doctrines van Ibadi aan, wat de stad later een aantrekkelijke toevluchtplaats maakte voor de burgers van Tahert.
In de 11e eeuw kwamen de Banu Hilal, een Arabisch bedoeïnenvolk dat leefde tussen de Nijl en de Rode Zee, in Tunesië, Tripolitanië (westelijk Libië) en oostelijk Algerije te wonen en vestigden zich ook in Ouargla.

## Huidige tijd
De stad was een belangrijke toeristische attractie tot de binnenlandse onlusten in de jaren 90 van de twintigste eeuw. Veel toeristen kochten woestijnrozen op de souk l'ehjar, de oude rotsmarkt. De souq, of markt, bestond uit veel traditionele winkeltjes met antiek, ambachtsproducten en andere plaatselijk gemaakte spullen, van kleding tot opgezette hagedissen. Het terrein tegenover deze winkeltjes werd gebruikt om zandrozen en mineralen in alle soorten en maten te etaleren. Het marktterrein heeft een renovatie doorgemaakt waarvan gezegd wordt dat dit het historisch karakter van souk l'ehjar en omliggend gebied heeft aangetast.
In het centrum van de oude stad, de Kasba, niet ver van de souk l'ehjar is de oude groentemarkt, plaatselijk bekend als de zondagsmarkt. In het midden ligt de originele oude markt in de vorm van een cirkel verdeeld in kleinere bogen. Het centrale cirkelvormige deel is de vleesmarkt, eromheen de stalletjes van de kruideniers en boeren die vele soorten groente en fruit aanbieden.
Naast deze markt liggen de twee oudste moskeeën van de stad, "al-Masjid al-Atiq", wat betekent "de oude moskee", en de oude Ibadhi-moskee. Deze laatste was de thuisbasis van een van de bekendste islamitische geleerden van de stad, Taleb et-Tayeb.
Een deel van de bevolking van Ouargla spreekt Wargli, behorend tot de ondergroep Zenatitalen van de Berbertalen. Ook oasen in de omgeving hebben Wargli-sprekende bewoners. In totaal spreken nog hooguit 20.000 mensen deze taal.

## Klimaat
Ouargla heeft een heet woestijnklimaat, code BWh volgens de klimaatclassificatie van Köppen met lange, zeer hete zomers en korte zachte winters. De maximumtemperaturen in de zomer liggen dagelijks boven de 40 °C gedurende drie maanden (juni, juli, augustus) met de hoogste waarden in juli. De nachtelijke minima in deze maanden zijn met 27 °C hoog en liggen in de heetste maand regelmatig boven de 30 °C. De hoogste ooit gemeten temperatuur in Ouargla bedraagt 53,5 °C. De gemiddelde jaarlijkse regenval bedraagt 58 mm; vooral de zomers zijn extreem droog.
| Maand                  | jan  | feb  | mrt  | apr  | mei  | jun  | jul  | aug  | sep  | okt  | nov  | dec  | Jaar |
| ---------------------- | ---- | ---- | ---- | ---- | ---- | ---- | ---- | ---- | ---- | ---- | ---- | ---- | ---- |
| Gemiddeld maximum (°C) | 18,1 | 20,9 | 26,0 | 30,0 | 34,9 | 40,3 | 43,3 | 42,5 | 37,3 | 31,4 | 22,7 | 19,2 | 30,6 |
| Gemiddeld minimum (°C) | 4,7  | 6,8  | 10,8 | 15,1 | 19,8 | 24,7 | 27,7 | 27,3 | 23,2 | 17,2 | 10,0 | 6,0  | 16,2 |
|                        |      |      |      |      |      |      |      |      |      |      |      |      |      |
| Neerslag (mm)          | 12,4 | 1,0  | 5,0  | 1,8  | 11,6 | 4,1  | 0,5  | 0,3  | 5,5  | 4,4  | 8,8  | 2,8  | 58,2 |
| Bron:                  |      |      |      |      |      |      |      |      |      |      |      |      |      |

## Muziek
Peter Chatman, bekend als Memphis Slim, een pianist en boogiewoogie-musicus, componeerde in 1971 een instrumentaal boogiewoogie-nummer getiteld 'Ouargla'. Het werk brengt hulde aan de Ouargla oase die in de jaren 60 en 70 van de 20e eeuw een alternatieve reisbestemming was.

## Afbeeldingen

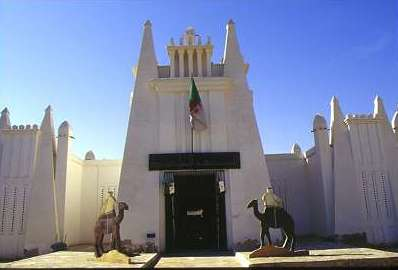
Museum van Ouargla
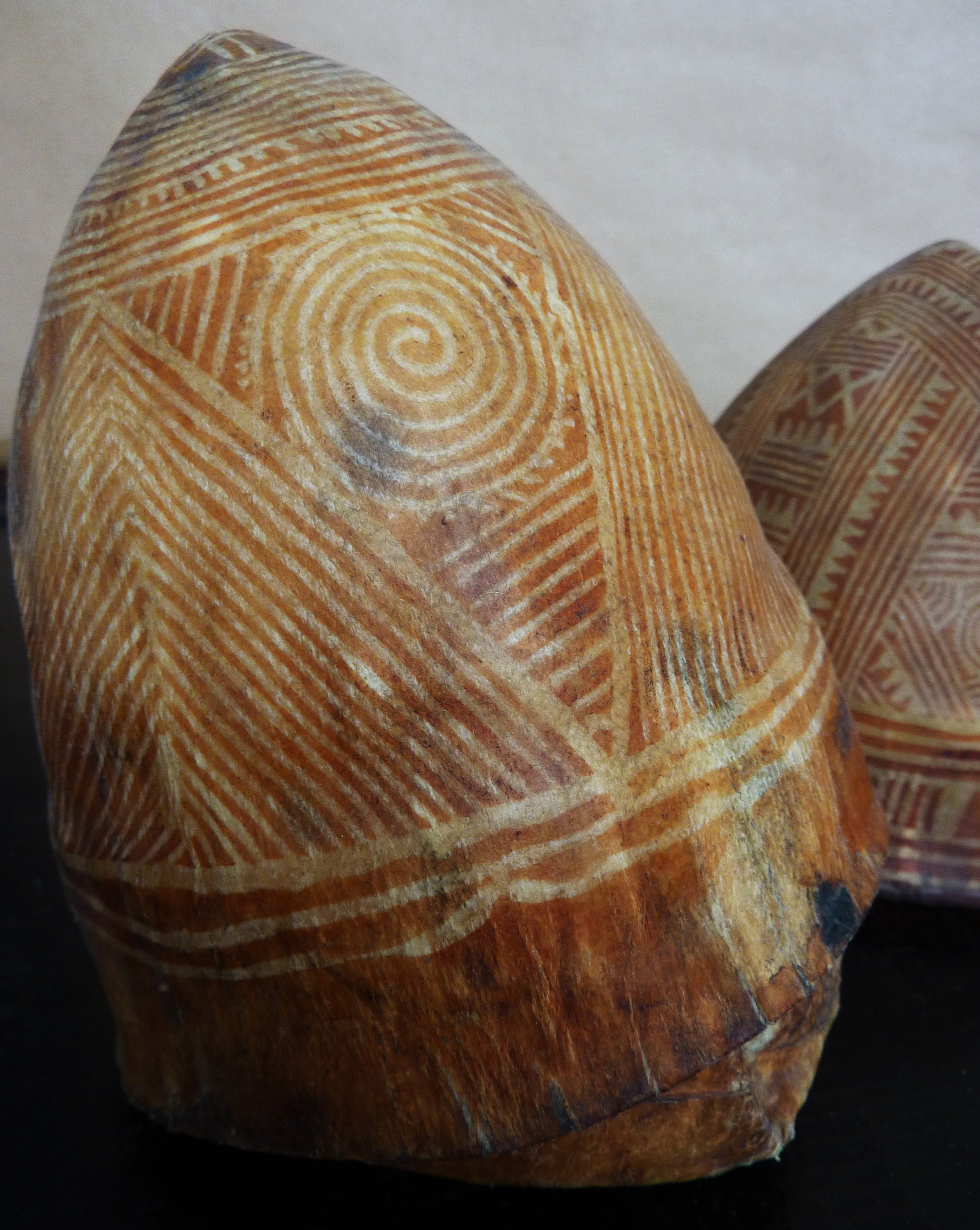
Traditionele waterzakken van kameelhuid, markt van Ouargla, 1980
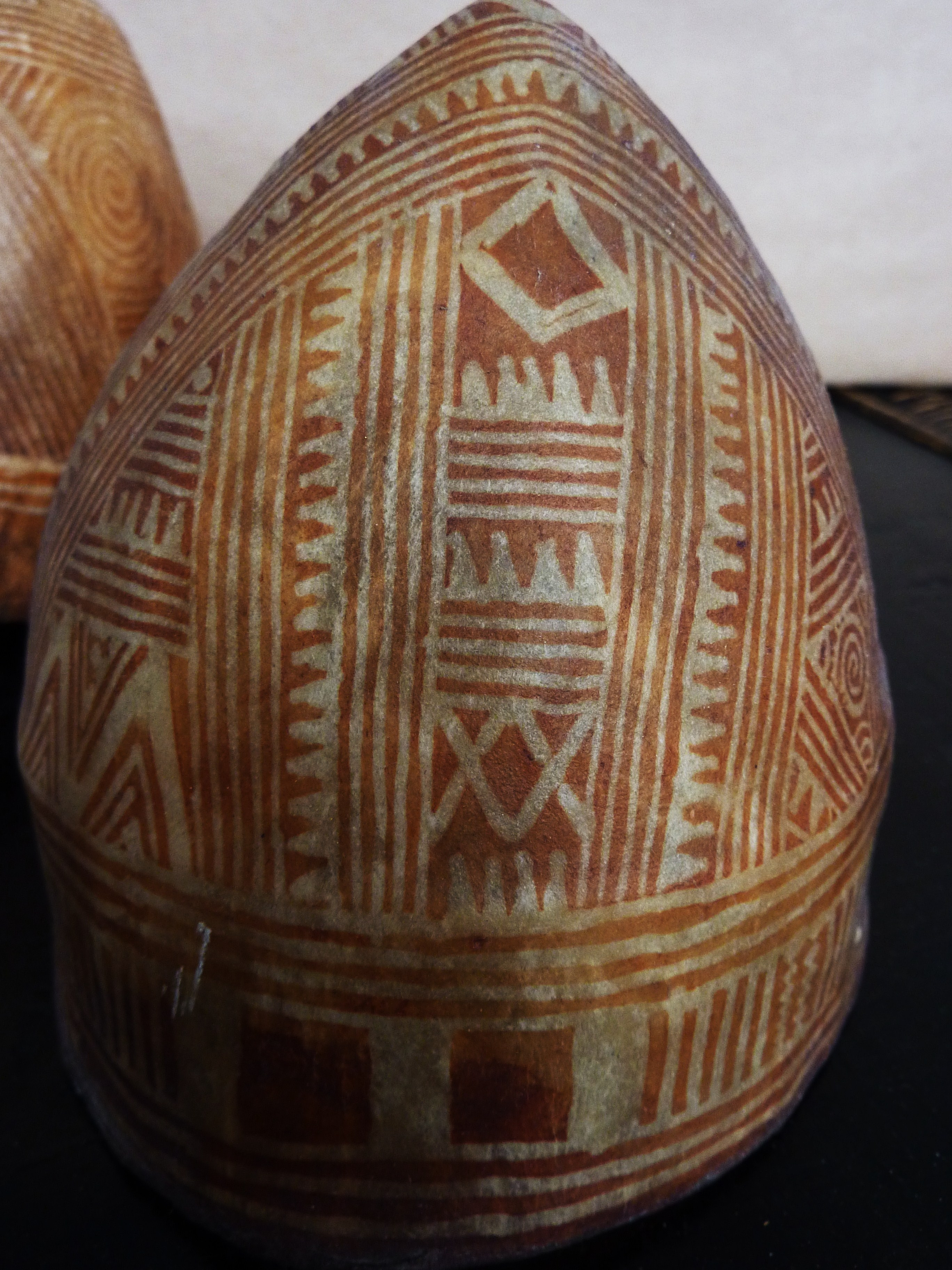
Récipient traditionnel en peau de chameau, marché d'Ouargla, 1980
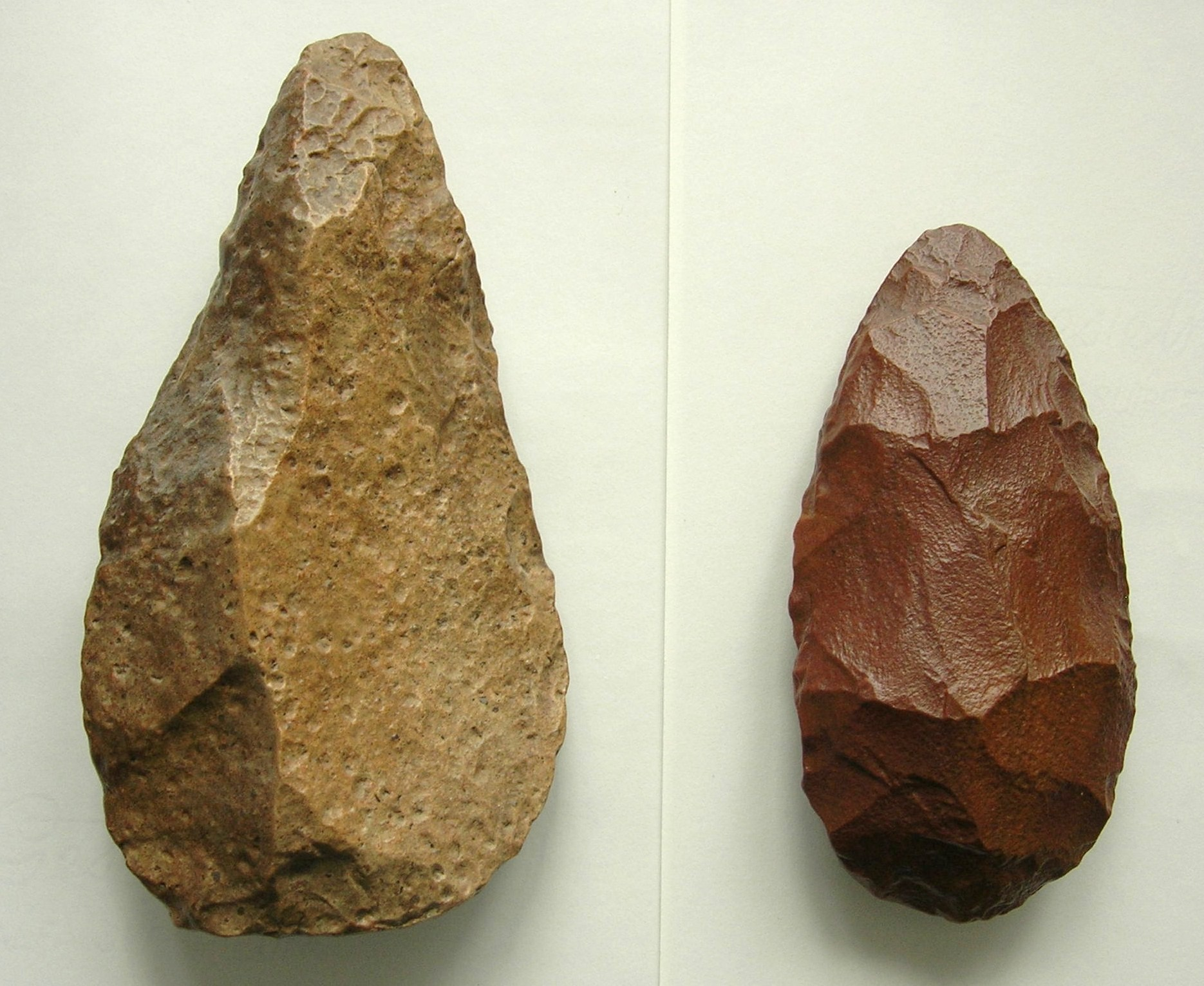
Prehistorisch gereedschap gevonden in de régio Ouargla (hoogte: 17,5 en 14,5 cm)